# Battle of Britain Day

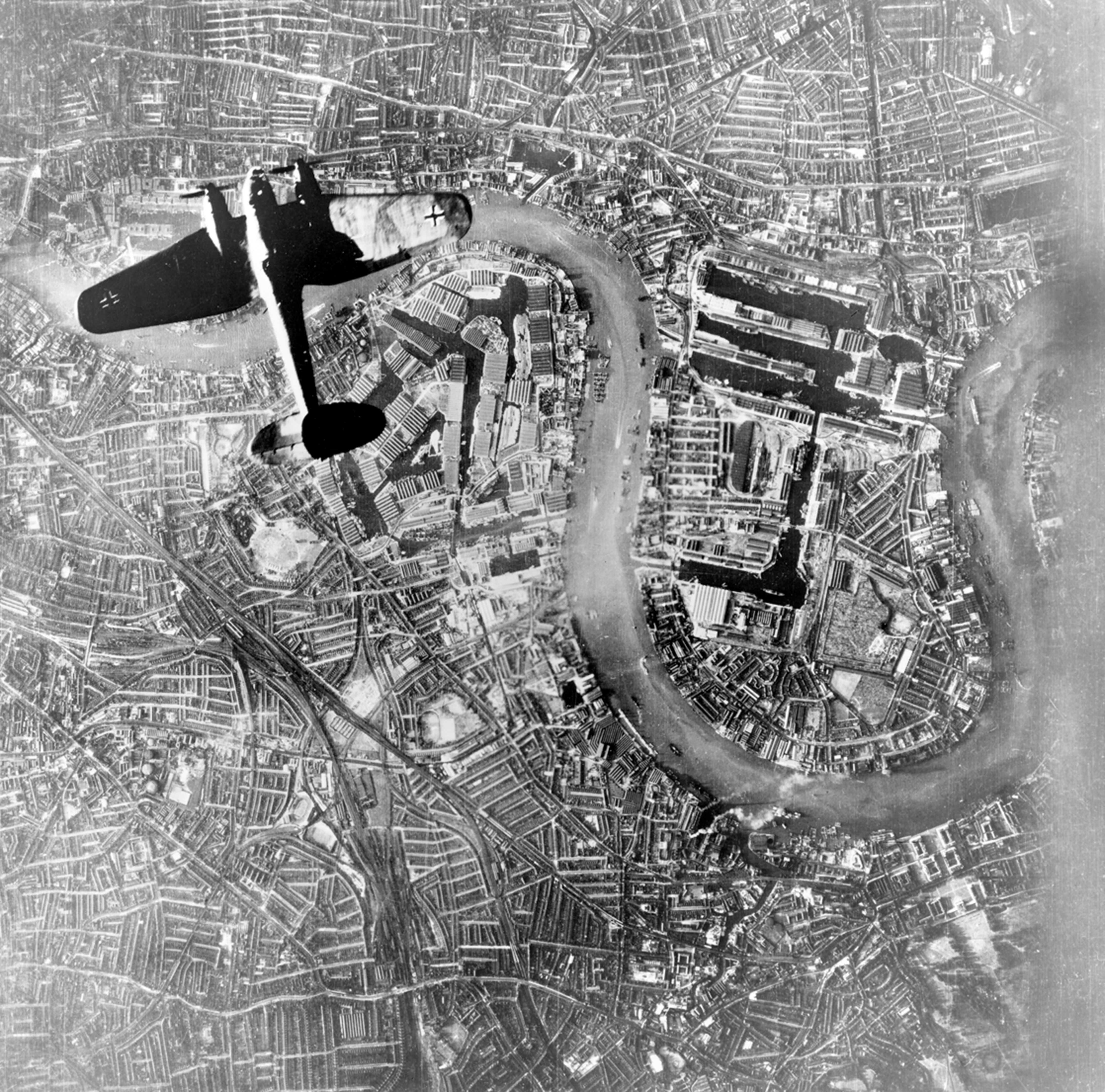
Un bombardier Heinkel He 111 au-dessus du quartier de Southwark à Londres (photomontage de propagande).

Le Battle of Britain Day (« jour de la bataille d'Angleterre ») est le nom donné a posteriori à une bataille aérienne à grande échelle qui a eu lieu le 15 septembre 1940, pendant la bataille d'Angleterre.
La Luftwaffe lance en effet  son attaque la plus importante et la plus concentrée contre Londres dans l'espoir d'anéantir la Royal Air Force (RAF) et remporter la supériorité aérienne sur la zone pour permettre le lancement de l'opération Seelöwe, une invasion allemande de l'Angleterre. Environ 1 500 avions participent à la bataille aérienne qui dure jusqu'au crépuscule. La RAF parvient à défaire les raids allemands et l'opération Seelöwe est retardée. Ayant été vaincue le jour, la Luftwaffe va se concentrer par la suite sur une campagne nocturne de bombardements — le Blitz — qui dure jusqu'en mai 1941.
Le Battle of Britain Day est l'apogée de la bataille d'Angleterre. À chaque date anniversaire, une commémoration annuelle de la bataille est tenue au Royaume-Uni.